# Gualda (Guadalajara)
Gualda es una localidad española perteneciente al municipio guadalajareño de Cifuentes, en la  comunidad autónoma de Castilla-La Mancha. Está constituida como entidad de ámbito territorial inferior al municipio.

## Geografía
La localidad está ubicada en la cuenca del Tajo alto, a diecisiete kilómetros de la capital municipal. Se sitúa entre las poblaciones de Trillo y Valdelagua en la cual se descubrió, a finales del siglo XX, una necrópolis visigoda del siglo VII. 

## Historia
Gualda perteneció a la villa de Atienza desde el siglo XII. Posteriormente, pasó a ser de Jadraque. En el siglo XV, y hasta el año 1812, su territorio perteneció a los duques del Infantado. En la Edad Moderna  formó parte del señorío del condado de Cifuentes.
Es en Gualda donde, en 1273, Alfonso X el Sabio creó el Real y Honrado Concejo de la Mesta. El hecho tuvo lugar durante una visita del rey a su hija.
A mediados del siglo XIX, el lugar, por entonces con ayuntamiento propio, contaba con una población censada de 606 habitantes. La localidad aparece descrita en el noveno volumen del Diccionario geográfico-estadístico-histórico de España y sus posesiones de Ultramar de Pascual Madoz de la siguiente manera:

GUALDA: v. con ayunt. en la prov. de Guadalajara (8 leg.), part jud. de Cifuenfes (2), aud. terr. de Madrid (18), c. g. de Castilla la Nueva, dióc. de Sigüenza (8): sit. en un hondo circunvalado de elevados cerros y peñascos, la combaten sin embargo libremente los vientos, y las enfermedades mas comunes son dolores de costado, fiebres intermitentes y gástricas. Tiene 130 casas, la de ayunt., escuela de instruccion primaria frecuentada por 30 alumnos, á cargo de un maestro dotado con 1,100 rs.; un pósito con el fondo de 40 fan. de trigo; un horno de pan cocer; una posada pública; una fuente de buenas aguas que solo se aprovechan para los ganados por no llegar limpias á la v. á causa de correr al descubierto por haberse destruido la cañería; hay una igl. parr. (La Asuncion de Ntra. Sra.), servida por un cura, cuya plaza es de provision real y ordinaria; el cementerio se halla fuera del pueblo contiguo á una ermita (La Purísima Concepcion); á las inmediaciones de las casas, aunque un poco retiradas, hay dos fuentes de escelentes aguas que son poco abundantes, pero que surten al vecindario para beber y demás usos domésiicos. Confina el térm N. Henche; E. Gárgoles de Abajo y Trillo; S. Puerta, Mantiel y Duron, y O. Valdelagua y Picazo: dentro de esta circunferencia se encuentra una ermita (San Roque), v varios sitios deliciosos poblados de chopos, olmos y árboles frutales. El terreno es escabroso y áspero, con algunos valles de mejor calidad: comprende 2 pequeños moldes encinares, y algunos huertecillos regados por un arroyo que baja de Henche, viene otro de la parte del E., ambos se juntan mas abajo de la pobl. y van á desaguar al Tajo que divide el térm. de Gualda de los de La Puerta y Mantíel. caminos: los que dirigen á los pueblos limítrofes, todos de herradura y en mediano estado. correo: se recibe y despacha en Cifuentes. prod.: trigo, cebada, avena, vino, aceite, nueces, cerezas, membrillos, ciruelas, pocas patatas, judias y algunas otras legumbres, todo insuficiente para el consumo á escepcion del vino que siempre resulta bastante sobrante; hay leñas de combustible y carboneo, y buenos pastos, con los que se mantiene ganado lanar, cabrio, vacuno, mular y asnal; abunda la caza de perdices, conejos y liebres, tambien se ven algunos corzos y venados, y de animales dañinos, lobos, zorras y garduñas; en el arroyo que baja de Henche se crian cangrejos, finas truchas y alguna anguila, y en el Tajo abundan las anguilas y diferentes especies de peces. ind.: la agrícola, un molino harinero y olio aceitero, un tornero, un pelaire y el hilado de lanas á torno, para las fáb. de Brihuega. comercio: esportacion de vino y algun ganado y lana, é importacion de los art. de consumo que faltan, de los cuales se surten los vec. en los mercados de Budia, Brihuega y Cifuentes: hay una tienda, en la que se venden algunas telas, galones, chocolate, azúcar y otros géneros. pobl.: 153 vec., 606 alm. cap. prod.: 4.243,000 rs. imp.: 224,300. contr.: 13,972. presupuesto municipal: 3,000, se cubre con los productos de propios que consisten en los de los molinos, la posada, horno, alcabala y correduria.
(Madoz, 1847, pp. 47-48)

En 1974 el municipio de Gualda desapareció, al ser incorporado al de Cifuentes.
 En 2003 el núcleo de población de Gualda se constituyó como entidad de ámbito territorial inferior al municipio.

## Demografía
| Gráfica de evolución demográfica de Gualda entre 1842 y 1970 |
| |
| Población de derecho según los censos de población del INE Población de hecho según los censos de población del INEEntre el censo de 1981 y el anterior, este municipio desaparece porque se integra en el municipio Cifuentes |

## Patrimonio

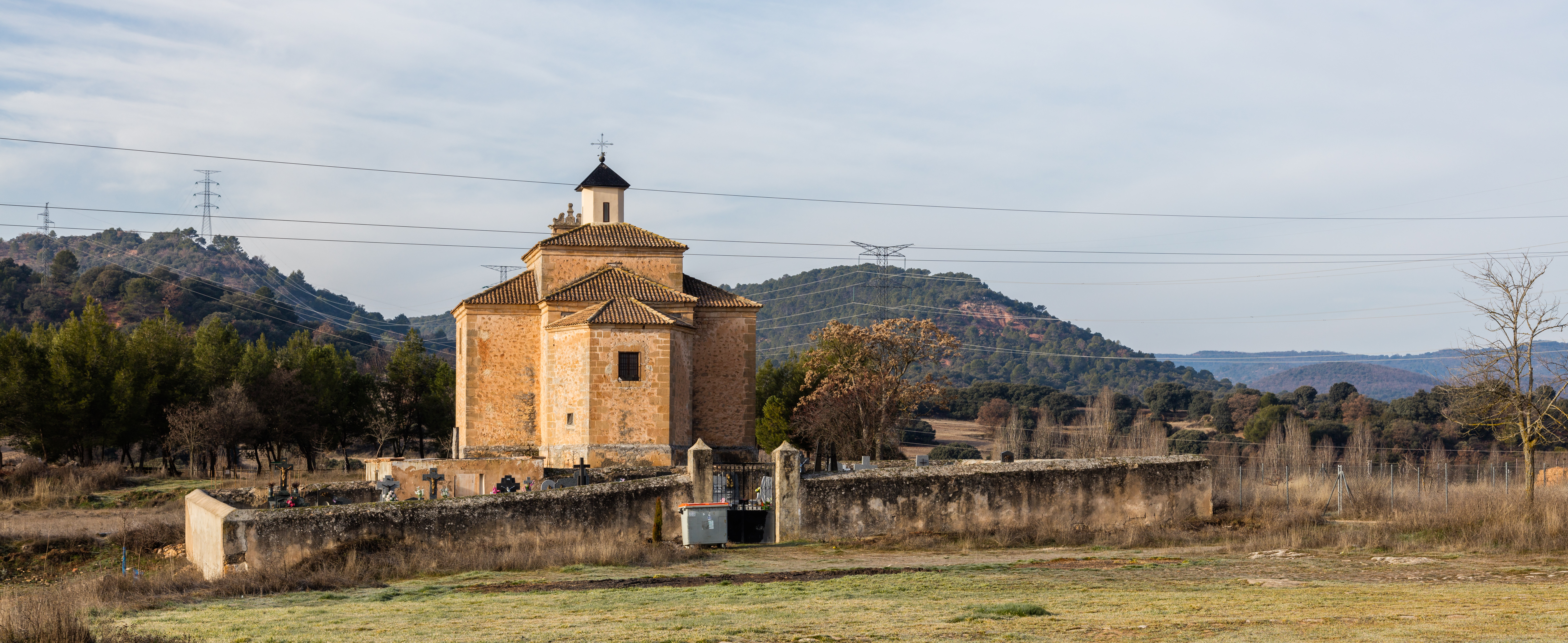
Ermita de la Concepción

Posee una iglesia parroquial, de estilo barroco neoclásico, del siglo XVIII, con el año 1733 grabado en la portada y tres naves, una capilla del siglo XVI y dos ermitas, una dedicada a la Purísima Concepción y otra a San Roque. Monumentos civiles son la Fuente de los Cuatro Caños, la Casa de José de Roja del siglo XIX, que tiene un reloj de sol y un escudo, algunas casonas, un lavadero y la Olma, que se encuentra en la plaza frente al ayuntamiento. Al pie de las rocas, se encuentran unas cuevas que ya en el siglo XII se utilizaban para hacer y guardar el vino.

## Personas notables
Personajes ilustres de Gualda son el cura Andrés Cano y Junquera (1748-1770), que sin haber nacido en la localidad, fue su párroco y el impulsor y mecenas de la ermita barroca de Ntra. Sra. de la Concepción; el pintor Fermín Santos (1909-1997); el pintor y profesor de Arte Rodrigo García Huetos (1945)El banderillero y torero Felix Alcalde Yagüe ( el melenas) nacido en Gualda. Debutó en la plaza de las ventas de Madrid en el año 1935, su trayectoria como torero duró un par de años toreando en plazas como la de Sevilla y Salamanca (1922-2013).